# Janek Mäggi
Janek Mäggi (ur. 5 września 1973) – estoński konsultant, przedsiębiorca i polityk, w latach 2018–2019 minister administracji publicznej.

## Życiorys
Ukończył studia prawnicze na Uniwersytecie w Tartu. Do 1997 pracował w gazecie finansowej „Äripäev”, później zajął się prowadzeniem własnej działalności biznesowej. W 2000 założył przedsiębiorstwo Powerhouse, działające w branży public relations, którym zarządzał do 2018. Został również przewodniczącym rady nadzorczej fundacji działającej na rzecz szpitala dziecięcego w Tallinnie (2005) i wiceprzewodniczącym rady dyrektorów uczelni artystycznej Eesti Kunstiakadeemia (2015). Był prezesem estońskiego stowarzyszenia warcabowego (1999–2015) i Europejskiej Konfederacji Warcabowej (2007–2017). W 2017 objął funkcję prezesa Światowej Federacji Warcabowej.
W kwietniu 2018 zgłosił swój akces do Estońskiej Partii Centrum. W maju tegoż roku zastąpił Jaaka Aaba na stanowisku ministra administracji publicznej w rządzie Jüriego Ratasa. Urząd ten sprawował do kwietnia 2019.